# フーム・ゴッズ・ディストロイ
フーム・ゴッズ・ディストロイ（Whom Gods Destroy）は、アメリカ合衆国出身のプログレッシブ・メタル・バンドである。

## 経歴
サンズ・オブ・アポロのデレク・シェリニアンとロン・"バンブルフット"・サールが、マイク・ポートノイのドリーム・シアター復帰による脱退を機に、サンズ・オブ・アポロの後継的バンドとして結成。
バンド名は、アメリカのSFテレビドラマ『宇宙大作戦／スター・トレック』のエピソードのタイトルから。「神が滅ぼさんとする者を、まず狂気に至らしめる（Whom the Gods would destroy, they first make mad）」という古くからの文学に使われている成句に由来する。

## メンバー
- デレク・シェリニアン（Derek Sherinian）- キーボード
- ロン・"バンブルフット"・サール（Ron "Bumblefoot" Thal）- ギター
- ディノ・ジェルーシック（Dino Jelusick）- ボーカル
2021年からホワイトスネイクのツアー・キーボーディスト兼バッキング・ボーカリストを務める。
- ヤス・ノムラ（野村康貴）（Yas Nomura）- ベース
ギタリストとしてhydeのツアーなどに参加[5]。
- ブルーノ・ヴァルヴェルデ（Bruno Valverde）- ドラムス
アングラのドラマー。

## ディスコグラフィ

### アルバム
- 『インサニウム』- Insanium（2024年）